# Белладжи, Гвидо
Гвидо Белладжи (Guido Bellagi, его фамилию также пишут как Bellagius, di Bellagio) (?, Флоренция, Италия — 1158 год) — католический церковный деятель XII века, кардинал-священник.

## Биография
На консистории 1138 года был провозглашен кардиналом-священником с титулом церкви Сан-Кризогоно. Упоминается в папских буллах, выпущенных между 29 апреля 1140 и 16 мая 1143; 19 октября 1143 и 19 февраля 1144; 15 марта 1144 и 14 февраля 1145; 14 марта 1145 и 16 июня 1153; 23 июля 1153 и 25 июня 1154; 19 апреля 1155 года. Участвовал в выборах папы 1143 (Целестин II), 1144 (Луций II), 1145 (Евгений III), 1153 (Анастасий IV) и 1154 (Адриан IV) годов. С 1155 года являлся кардиналом-протопресвитером.
Умер в начале 1158 года, до 14 марта. Место смерти и захоронения неизвестны.